# 張莉梓

張 莉梓（ちゃん りさ、1983年1月5日 - ）は、日本の卓球コーチ。
中華人民共和国からの帰化人であり、中国名は湯 媛媛（たん　えんえん）。中国遼寧省撫順市生まれ。163cm、58kg。
夫は日本の卓球選手の張一博。福原愛の専属コーチとしても知られる。
9歳で遼寧省の運動技術学院に入学し、卓球のジュニアチームに所属。
16歳で1年間、オランダに留学した。
国際大会出場経験はないが、高校3年で卓球チームの主将を務める。
2002年12月に福原愛の父に専属コーチとしてスカウトされ、青森大学の留学生として来日。
2008年に帰化。